# تعقيم التربة
تعقيم التربة طريقة لقتل بعض الكائنات الممراضة التي تعيش في التربة.
تتطلب الزراعة المكثفة خبرة جيدة وتقنيات متقدمة حتى يمكن تحقيق الربح المطلوب والتغلب على المشاكل الفنية التي تنجم عنها خاصة تعاظم مسببات الأمراض الناشطة في التربة (بالإنجليزية: Soil-borne Pathogens)‏.
وبما أن الزراعة المكثفة والمتتالية لنفس المحصول (الزراعة الأحادية) تؤدي لزيادة كبيرة في أعداد مسببات الأمراض المتواجدة في التربة، تصبح مقاومة هذه المسببات أمرًا ذا أهمية اقتصادية.
هذا ولا بد من التنويه أن لتعقيم التربة فوائد أخرى إضافة لمقاومة مسببات الأمراض في التربة كمقاومة الأعشاب وتحسين جودة المنتج وزيادة معدل نمو النبات.
ولهذا كله ولأهمية التصدي لمشاكل التربة وآفاتها بدأ العلماء والباحثون في أمراض النبات في نهاية القرن الماضي وبداية القرن الحالي بتطوير أساليب ووسائل لتعقيم التربة ومقاومة أمراض الجذور.
كانت الطرق المقبولة والمعروفة في التعقيم هي استعمال الحرارة بطرق مختلفة كتسخين الهواء وتمريره في التربة في أفران تسخين جافة لتسخين التربة.
ونظراً لعيوب هذه الطرق وصعوبة تطبيقها حيث كانت مقصورة على التطبيقات البحثية والدراسية فقد تم استخدام طريقة تعقيم تربة الدفيئات (البيوت البلاستيكية) بواسطة التدخين (بالإنجليزية: Fumigation)‏.

## التعقيم بالتدخين
مشاكل استخدام طرق التعقيم بالتدخين:
- مشاكل متعلقة بصحة العاملين.
- مشاكل متعلقة بسلامة النباتات المزروعة.
- صعوبة التطبيق والحاجة لخبرة مميزة لتطبيقها.
- التلوث البيئي الناتج عن استخدام المواد الكيماوية المدخنة.
- ارتفاع كلفة استخدامها.

لذلك كان لا بد من مواجهة هذه المشاكل والتصدي لحلها وذلك يأتي فقط عن طريق إيجاد طرق تعقيم بديلة أو تطوير التعقيم الكيميائي والتخلص من عيوبه من ناحية والمحافظة على نجاعته من ناحية أخرى.

## التعقيم الحراري
تعقيم حراري [الإنجليزية]
عرف الآباء والأجداد هذه الطريقة وطبقوها في زراعاتهم المختلفة دون أن يعرفوا تفسيراً علمياً لها عندما حرثوا الأرض وتركوها عرضة للشمس في الصيف. هذه الطريقة تعمل على التقليل من حدة أمراض الجذور وبذور الأعشاب البرية الضارة ولكن هذه النتائج تكاد لا تشبع رغبة المزارع ولا تكفي لإتباع الزراعة المكثفة. وتعرف هذه الطريقة باسم التعقيم الحراري الجاف.
ولكن عند ترطيب التربة وتغطيها بستائر بلاستيكية شفافة يمكن الحصول على نتائج جيدة في مقاومة الكثير من الآفات الزراعية في التربة وهذا ما يعرف بالتعقيم الحراري أو الشمسي، والتعقيم الحراري أو الشمسي عبارة عن استغلال أشعة وحرارة الشمس في مقاومة أمراض الجذور حيث تتم هذه العملية في فترات تكون فيها درجة الحرارة عالية بحيث تحقق الغرض من التعقيم (فترة الصيف).
ومن التجارب التي أجريت في فلسطين تبين أن أفضل فترة لتنفيذ هذه الطريقة هي 15 حزيران – 15 آب من كل سنة.
تعتمد هذه الطريقة في فعاليتها على الفرق والتفاوت في حساسية مسببات الأمراض والكائنات الحية الدقيقة الأخرى الموجودة بالتربة لارتفاع درجات الحرارة حيث ثبت بالتجارب أن مسببات الأمراض أكثر حساسية من باقي الكائنات الحية الدقيقة لذلك وبواسطة هذه الطريقة يمكن التخلص من مسببات الأمراض دون التأثير على الكائنات الحية النافعة وتصبح الأرض المعقمة بهذه الطريقة أكثر مقاومة للأمراض الفطرية وهي ما تعرف بالتربة المثبطة للأمراض.

### كيفية تطبيق طريقة التعقيم الشمسي
لنجاح عملية التعقيم بهذه الطريقة لا بد من توفير وتنفيذ الشروط التالية:
- إزالة بقايا المحصول السابق إزالة تامة.
- حراثة الأرض حراثة عميقة وتركها لمده أسبوع لتشميسها.
- توزع وتفرد الأسمدة الأساسية المطلوبة سواء العضوية منها أو الكيميائية بالكميات والأنواع الموصى بها حسب كل محصول.
- تسوية سطح التربة وعدم ترك غوالق أو أخاديد فيها.
- تروى الأرض رياً غزيراً (فوق السعة الحقلية (بالإنجليزية: Field Capacity)‏)، والري ضروري لنجاح وزيادة كفاءة التعقيم لأنه بواسطة مياه الري يتم نقل الحرارة إلى أعماق أكبر من جهة ولاستدراج بذور الأعشاب ومسببات الأمراض الأخرى للخروج من طور السكون إلى طور النشاط من جهة أخرى حيث تكون أكثر حساسية للحرارة وبالتالي للمقاومة. إضافة لذلك فإن مسببات الأمراض بشكل عام تكون أكثر حساسية للحرارة في الأجواء الرطبة منها في الأجواء الجافة. ويفضل أن تكون عملية الري بالرشاشات وإن لم تتوفر فيمكن غمر التربة بطريقة الأحواض.
- تفريم الأرض وتجهيزها بواسطة الفرامة بعد أن تصل رطوبة التربة إلى السعة الحقلية.
- تغطية سطح التربة تغطية تامة بستائر شفافة والمحافظة عليها سليمة أثناء عملية الفرد وأثناء عملية التعقيم، وفي حالة حدوث تمزق فيجب إصلاحه فوراً بواسطة لصق نوع خاص من الورق اللاصق وإن كان التمزق كبيرًا والبلاستيك متهتكًا فيتم إصلاحه بملء كيس نايلون بالرمل ووضعه على الفتحة والمنطقة المتهتكة.
- لا يشترط بالبلاستيك المستخدم سمك معين كما أنه يمكن استخدام بلاستيك جديد أو مستعمل ولكن وجد أن أفضل أنواع البلاستيك المستخدم لهذه الطريقة من التعقيم هو سمك 0,5 ملم وعرض (4 – 5) متر ويفضل أن يحتوي على مادة U.V.A لتكسبه الليونة المطلوبة والقدرة على الصمود أمام الإشعاع الشمسي.
- لون ونوع البلاستيك المناسب لهذا النوع من التعقيم حيث ثبت بالتجربة أن أنجع أنواع البلاستيك هو النوع الشفاف المنفذ لأشعة الشمس. أما أنواع البلاستيك المعتمة غير الشفافة فهي لا تعطي النتئج المطلوبة. أما بالنسبة للألوان فقد ثبت أن البلاستيك الشفاف الأبيض هو أكثر الأنواع نجاعة ونجاحاً للتعقيم الحراري. يترك البلاستيك مفروداً وملامساً لسطح التربة مدة لا تقل عن ثلاث إلى أربعة أسابيع وكلما زادت فترة التغطية زادت نجاعة وتأثير التعقيم.
- بعد انتهاء فترة التغطية يجب رفع وإزالة البلاستيك عن سطح التربة لمدة (2 – 4) أيام قبل عملية الشتل أو الزراعة والسبب في ذلك يرجع إلى ان درجة حرارة التربة بعد إزالة البلاستيك تكون مرتفعة لدرجة قد تسبب ضرراً للمزروعات هذا من ناحية ومن ناحية أخرى فإنه نتيجة لتغطية سطح التربة ولفترة طويلة قد يتجمع كمية من الغازات السامة داخل طبقات التربة فترك التربة مكشوفة مدة (2 – 4) أيام لكي نعطي فرصة كافية لمثل هذه الغازات للتطاير إلى الجو الخارجي.
- بعد إزالة ورفع البلاستيك يجب عدم إجراء أية عملية من شأنها أن تغير من سطح التربة كالحراثة أو التدسيك أو بناء المساطب بل يجب الزراعة دون تحريك التربة أو المس بتركيبتها.

كفاءة ونجاعة التعقيم الحراري:
تختلف الكائنات الحية الدقيقة في حساسيتها للحرارة، وبشكل عام فإن مسببات الأمراض أكثر حساسية من باقي الكائنات الحية الدقيقة الأخرى ولكن حتى مسببات الأمراض تتباين فيما بينها في مدى حساسيتها للحرارة فعلى سبيل المثال فإن فطريات Verticillium أكثر حساسية وهي أسهل الفطريات للمقاومة بعكس فطريات الفيوزاريوم Fusarium حيث لهذه الفطريات قدرة كبيرة على تحمل درجات الحرارة المرتفعة.

### التعقيم الحراري داخلالدفيئات(البيوت البلاستيكية)
يثير التعقيم الحراري داخل الدفيئة الكثير من التساؤلات، ففي هذا النوع من التعقيم هناك عوامل تزيد من فعالية التعقيم وأخرى تحد وتقلل من النجاعة، فمثلاً وجود غطاء السقف والجوانب للبيت البلاستيكي فإنه يقلل من دخول الإشعاعات التي تؤدي إلى رفع درجات الحرارة ولكن في الوقت نفسه تقلل من فقد الحرارة وتحتفظ بدرجات حرارة عالية للتربة. وللحصول على أفضل النتائج يجب معالجة أي عيب بالبلاستيك وتحسين نفاذية الإشعاعات الداخلة إلى الدفيئة.
وفي فلسطين وجد زيادة في فعالية التعقيم الحراري داخل الدفيئات المغطاة بالبلاستيك قبل سنة (بالرغم من أن البلاستيك فقد من قدرته على نفاذ الأشعة 35%) بالمقارنة مع التعقيم الحراري في قطعة أرض مكشوفة.
هذا وقد وجد أن التعقيم الحراري داخل المبنى المغطى وبدون تغطية سطح التربة داخله قام بقتل تام لفطر الكبكوبية (باللاتينية: Verticillium) المسبب لمرض الذبول الكبكوبي في جميع الأعماق التي فحصت وهذه النتائج تشابه تلك التي تم الحصول عليها كنتيجة لتغطية سطح التربة خارج البيت البلاستيكي.
التعقيم الحراري لجو المبنى البلاستيكي Space Solarization وجد بالتجربة أن درجة حرارة جو الدفيئة وعلى ارتفاع متر واحد من سطح الأرض بلغت (74 – 75) درجة مئوية وهذه الدرجة كافية لقتل جميع الكائنات الحية المتواجدة في هذا الجو سيما وأن زيادة الرطوبة النسبية تعمل على زيادة حساسية الكائنات الحية للحرارة العالية، ويمكن استخدام هذه الظاهرة في تعقيم جو المبنى والأعمدة وأدوات التعليق وأدوات العمل المختلفة عند وضعها وتركها داخل البيت البلاستيكي في ساعات النهار.

### عيوب التعقيم الحراري للمباني البلاستيكية
أهم عيوب التعقيم الحراري في البيوت البلاستيكية هي أن ارتفاع درجات الحرارة الكبيرة يؤدي إلى تسخين حديد الأقواس المكونة للمبنى لدرجة يسبب تآكل وتلف البلاستيك الملاصق لهذه الأجزاء الحديدية الأمر الذي يسبب عطب وتمزيق ستائر البلاستيك.
لكن إذا كان لابد من إجراء التعقيم الحراري للمباني المغطاة بالبلاستيك فإنه ينصح بلصق شرائط خاصة معدة لذلك على سطح حديد الأقواس من الجهة العليا والتي يلصق بها البلاستيك مع الأخذ بالاعتبار تكلفة هذه الشرائط اللاصقة.

### تأثير البلاستيك المستعمل (القديم) في التعقيم الحراري
تم فحص تأثير البلاستيك المستعمل من قبل في التعقيم الحراري بالمقارنة مع البلاستيك الجديد فتبين من النتائج أن فعالية البلاستيك القديم لا تقل عن البلاستيك الجديد بل أحياناً كانت أكثر نجاعة.
وهذه النتائج تتمشى مع نتائج أبحاث أجريت من قبل باحثين آخرين وقد فسر الباحثون الظاهرة إلى حدوث تغييرات في الصفات الفوتوفيزيائية للبلاستيك حيث يصبح أقل نفاذية أيضاً للأشعة طويلة الموجة وبذلك تكون القدرة على رفع درجات الحرارة أفضل.
لهذه النتائج أهمية اقتصادية كبيرة جداً وذلك لقله تكلفة التعقيم الحراري عن التعقيم بالواد الكيماويه بنسبه 60%.
وفي حالة محافظة المزارع جيداً على البلاستيك المستعمل من السنوات السابقة لاستخدامه في التعقيم الحراري
ويقدر احتياج الدونم الواحد من البلاستيك للتعقيم الحراري هي (35 – 37) كغم من البلاستيك بسمك 50 ميكرون وبعرض 5 متر مع وجود مادة U.V.A في البلاستيك المعد للتعقيم الحراري.